# Martin Roth (SS-Mitglied)
Martin Roth (* 11. August 1914 in Ob; † 6. Februar 2003 in Seeg) war ein deutscher SS-Hauptscharführer und Leiter des Krematoriums im KZ Mauthausen.

## Leben
Martin Roth war Sohn des Landwirts Martin Roth und seiner Ehefrau Kreszentina. Nach der Volksschule besuchte er drei Jahre die Volksfortbildungsschule, aus der er im Jahr 1930 entlassen wurde.
Am 1. April 1932 wurde er Mitglied der SA. Zum 1. März 1933 trat er der NSDAP bei (Mitgliedsnummer 1.484.266). Nach der freiwilligen Meldung zur Reichswehr diente er ab dem 1. November 1934 bei einer Gebirgsjägereinheit, die in Kempten stationiert war. Nach Ablauf seiner einjährigen Dienstzeit schied er am 12. Oktober 1935 aus der Reichswehr aus und kehrte wieder nach Hause zurück, um erneut im elterlichen Betrieb tätig zu sein. Im Dezember 1935 wurde er Mitglied der SS (SS-Nummer 280.558).
Am 15. Januar 1936 trat Roth den Dienst beim 1. SS-Totenkopfsturmbann „Oberbayern“ im KZ Dachau an. Nach der Ausbildung war er zuerst bei der Wachtruppe eingesetzt. Im Jahr 1938 wurde Roth schließlich als stellvertretender Blockführer und Häftlingstransportbegleiter zum Kommandanturstab versetzt. Am 1. April 1939 erfolgte seine Versetzung in das KZ Mauthausen. Von Mai 1940 bis 1945 war er Leiter des Krematoriums. In dieser Funktion war er für den Betrieb der Gaskammer zuständig.
Anfang Mai 1945 setzte sich Roth ab. Mit Hans Spatzenegger fuhr er bis Salzburg, von wo aus er dann zu Fuß alleine weiter nach Deutschland ging. Danach kam er in der Nähe von Kempten bei einem landwirtschaftlichen Betrieb unter. Im Dezember 1945 fand er bei einem Bauern in Kißlegg Arbeit. Bis 1951 blieb er in dieser Region und verdingte sich bei mehreren Bauern als landwirtschaftlicher Arbeiter. Am 12. Oktober 1951 wurde er bei einer Ausweiskontrolle in Konstanz verhaftet und in Untersuchungshaft genommen. Am 19. Januar 1952 wurde er auf freien Fuß gesetzt. Anschließend zog er nach Österreich, wo er als Maschinist in verschiedenen Kraftwerken tätig war. 1958 kehrte er wieder nach Deutschland zurück und ließ sich mit seiner Familie in seinem Heimatort nieder, wo er bei einer Münchener Baufirma als Maschinist arbeitete.
Im Jahr 1961 wurde vom Landesgericht Linz ein Haftbefehl gegen Roth erlassen. Am 28. Mai 1968 wurde vom Amtsgericht Kaufbeuren ein Haftbefehl erlassen. Im August 1968 stellte der ermittelnde Staatsanwalt letztlich das Ende der Haftverschonung fest, da Roth in 25 Fällen des Mordes verdächtig sei und deshalb Fluchtgefahr bestehe. Am 16. März 1970 begann die Hauptverhandlung gegen Roth und Werner Fassel. Am 24. Juli 1970 wurde er vom Landgericht Hagen wegen Beihilfe zum Mord in 51 Fällen zu sieben Jahren Haft verurteilt. Im November 1972 wurde die Revision des Urteils vom Bundesgerichtshof abgelehnt. Am 18. Januar 1973 trat er seine Haftstrafe in der Justizvollzugsanstalt Straubing an, von wo er am 20. April 1977 mit vier Jahren Bewährung wieder entlassen wurde. Bis zu seinem Tod im Jahr 2003 kehrte Roth regelmäßig nach Mauthausen zurück, wo er ein gern gesehener Gast in einem Wirtshaus nahe seinem ehemaligen Arbeitsplatz war.